# Делис, Луис
Луис Делис (исп. Luis Delís, род. 6 декабря 1957, Гуантанамо) — кубинский метатель диска и толкатель ядра, победитель Панамериканских игр, призёр чемпионатов мира, бронзовый призёр летних Олимпийских игр 1980 года в Москве в метании диска.

## Карьера
Чемпион летних Универсиад 1983 года в Эдмонтоне и 1985 года в Кобе в метании диска. Чемпион Панамериканских игр 1983 года в Каракасе в метании диска и толкании ядра. Чемпион Панамериканских игр 1987 года в Индианаполисе в метании диска. Серебряный (1981, 1989) и бронзовый (1979, 1985) призёр розыгрышей Кубка мира в метании диска. Серебряный (1983) и бронзовый (1987) призёр чемпионатов мира в метании диска. На Олимпиаде в Москве Делис занял третье место в метании диска с результатом 66,32 м, пропустив вперёд советского спортсмена Виктора Ращупкина (66,64 м) и представителя Чехословакии Имриха Бугара (66,38 м).